# Skrytá identita (Simpsonovi)
Skrytá identita (v anglickém originále The Debarted) je 13. díl 19. řady (celkem 413.) amerického animovaného seriálu Simpsonovi. Scénář napsal Joel H. Cohen a díl režíroval Matthew Nastuk. V USA měl premiéru dne 2. března 2008 na stanici Fox Broadcasting Company a v Česku byl poprvé vysílán 3. května 2009 na stanici ČT2.

## Děj
Marge veze Barta a Lízu do školy Homerovým autem, když v tom se děti začnou hádat a Marge se snaží hádce zabránit. Chvíli tak nedává pozor na řízení a nabourá do auta Hanse Krtkovice. Později ve škole je Bart šokován, když zjistí, že jeho místo v lavici zaujal nový student jménem Donny, který byl nedávno vyhozen ze své bývalé školyrn. Donny je hodně podobný Bartovi, ale s ostřejšími rysy a větší grácií. Při snaze napodobit Donnyho se Bart nakonec poníží a cítí, že jeho společenské postavení mezi vrstevníky klesá, a tak trucuje. Následujícího dne, aby Donnymu dokázal, že je hlavním rošťákem ve škole, provede Bart žert na ředitele Skinnera a použije magnety a kovové podložky na podrážky Skinnerových bot. Na školním jevišti magnety způsobí, že se Skinner začne nedobrovolně a nekontrolovatelně pohybovat. Bart si znovu získá respekt a obdiv svých vrstevníků, ale když se Skinner pokusí zjistit, kdo je za to zodpovědný, Donny vezme vinu za Bartův žertík na sebe, což vede Barta k tomu, že ho přijme jako kamaráda. 
Když však Skinner vezme Donnyho do své kanceláře, ukáže se, že Donny je ve skutečnosti informátor najatý Skinnerem a inspektorem Chalmersem, aby Barta suspendoval. Bart, jenž blaženě netuší o druhé straně nového kluka, pozve Donnyho do své party spolu s Nelsonem Muntzem a Milhousem Van Houtenem a společně plánují školní lumpárny. Na znamení Donnyho vstupu do party ho Bart odmění lékořicovými tyčinkami, o kterých tvrdí, že se prodávají jen v Evropě a jedlíkovi zmodrají jazyk, a nyní rozšířená skupina zahájí své přátelství postříkáním Lízy džusem. 
Ve škole je Bart zmatený, když Skinner opakovaně předvídá a maří jeho žertíky. Školník Willie Barta informuje, že je mezi nimi udavač, ale po dlouhé montáži zachycující nakonec neúspěšnou honbu za krysou Bart mylně podezřívá Milhouse, aniž by si všiml Donnyho zjevné nervozity. S pomocí Nelsona a Donnyho nechá Bart Milhouse uvěznit ve skříňce, kterou si Cletus následně splete s toaletou a použije Milhouse jako „robotí nočník“. Když je Milhouse indisponován, Bart naplánuje poslední žertík na Skinnera, při kterém zasype jeho dům pštrosími vejci. Druhý den, když pomáhá Skinnerovi vyvěsit transparent, si Bart všimne, že Skinnerův jazyk je modrý, a uvědomí si, že udavačem je Donny, který Skinnerovi dal modré lékořicové tyčinky. 
O půlnoci jdou´neplánovaně Bart, Nelson a Donny do školního skladu. Donny se zeptá, proč byla nutná změna plánů, a Bart okamžitě udá nervózního Donnyho jako krysu a Nelson ho popadne. Donny Barta prosí a vysvětluje mu, jak si ho Skinner a Chalmers vyžádali ze sirotčince v Shelbyvillu. Bart ho přesto plánuje umístit do Skinnerovy kanceláře, kde s Nelsonem smíchají dietní kokakolu a mentosky, kterých mají obrovské množství. Vyruší je příchod Chalmerse, Skinnera a Willieho, který na Barta donášel výměnou za něco, co mu nikdy nemohl dát: vysvědčení ze základní školy. Poté, co Nelson vyběhne ze dveří, Chalmers Bartovi oznámí, že bude poslán do nejpřísnějšího nápravného zařízení pro mladistvé, jaké existuje. Donny se pak cítí provinile, protože Bart byl jediný člověk, který se o něj kdy staral. Když Skinner odvádí Barta pryč, Donny strčí do balíků dietní kokakoly mentosky, což způsobí šumivý výbuch. Oba chlapci utečou přes střechu, podají si ruce a Donny odejde a řekne Bartovi, že si bude navždy pamatovat jejich přátelství, a slíbí si, že se někdy v budoucnu setkají.
Homer mezitím odveze své auto k opravě. Opravář ho informuje o zapůjčeném autě, které se podobá Cadillacu CTS a které by mohl mezitím používat. Půjčený vůz je podstatně lepší než Homerovo staré auto; jednou z jeho dalších vlastností je, že dokáže ve voze vytvořit miniaturní bouřku, což se stane, když „topení bojuje s klimatizací“, a on se ho ujme a začne s ním všude jezdit, dokonce vezme Marge na romantickou večerní jízdu. Když opravář oznámí Homerovi, že jeho staré auto je připraveno k vyzvednutí, odmítá se svého luxusního vozu vzdát. Jakmile Homer jede s Lízou kolem autobazaru, uvidí Homer, jak opravář prodává jeho auto za 99 dolarů. Homer si uvědomí, že jeho auto je jako jeho dítě, a vztekle vtrhne na místo činu, aby si ho vzal zpět, přičemž opustí půjčené auto a málem za sebou nechá Lízu, kterou omylem nazve Maggie.

## Kulturní odkazy
Název a děj epizody odkazují na film Skrytá identita z roku 2006 a díl obsahuje několik prvků z tohoto filmu, včetně použití písně Dropkick Murphys „I'm Shipping Up to Boston“.

## Přijetí
Epizodu sledovalo podle odhadů 7,86 milionu diváků a dosáhla 9procentního podílu na sledovanosti.
Richardu Kellerovi z TV Squad se epizoda líbila a byl rád, že se zaměřila na Barta. „Tato epizoda se mi líbila víc než ty obvyklé, které se vysílaly v této sezóně po skončení Simpsonových ve filmu. Byla tam spousta dobrých momentů a u několika z nich jsem se skutečně zasmál,“ uvedl Keller.
Robert Canning ze serveru IGN řekl: „Byla to zábavná a vtipná epizoda.“. Scény s Homerovým půjčeným autem byly podle něj „tak akorát hloupé, aby zapůsobily“. Podle Canninga se Topher Grace i Terry Grossová svých rolí zhostili skvěle. Epizodě udělil 7,8 z 10 bodů.
Joel H. Cohen byl za scénář k epizodě nominován na Cenu Sdružení amerických scenáristů v kategorii animace. Byl také nominován na cenu Annie za nejlepší scénář k animované televizní produkci.